# 全覆裝甲騎兵

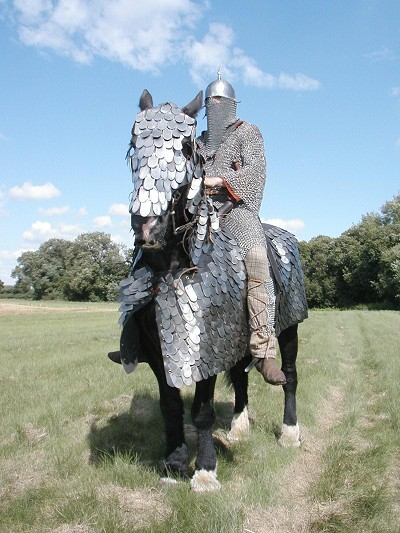
一位復原歷史上薩珊時期的鐵甲騎兵萨瓦兰（sawaran），他為騎馬披上全組的鱗甲。要注意的是騎士穿的是鏈甲，這不符合上古鐵甲騎兵的穿著。

鐵甲騎兵（希臘語：κριβαναριος）是裝甲化的重騎兵類型，運用在西歐亞大陸與歐亞草原的許多民族之中。
鐵甲騎兵一詞源於希臘語 （或作 ），字面上的意思是「完全覆蓋裝甲」。歷史上鐵甲騎兵是種全裝甲騎兵，騎馬者與坐騎皆從頭到腳穿掛鱗甲，一般裝備騎槍或騎矛（kontos）作為武器。
鐵甲騎兵為許多帝國與民族當成精銳騎兵或突襲戰力，最初用於突破步兵陣列的衝鋒。他們據信出現在上古到中古許多西方歷史學家的編年著作中，通常與歐洲封建時期的騎士與聖騎士相提並論，此乃與東羅馬帝國接觸的結果。
一些著名的傳說故事在特定的歷史情境中，包括西徐亞、亞述、薩爾馬提亞、安息王朝、阿契美尼德王朝、薩卡、亞美尼亞、塞琉古帝國、帕加馬、高句麗、薩珊王朝、羅馬帝國與東羅馬帝國，會安排鐵甲騎兵出現。在西方世界中，追求重裝甲羅馬騎兵的潮流似乎是回應波斯安息王朝與薩珊王朝等東方世界在小亞細亞之類地區的戰役，尤其是無數由在歐亞草原穿梭的鐵甲騎兵帶頭打下的勝仗，如卡萊戰役。但傳統上，羅馬騎兵既不配重裝甲也沒如此彰顯的用處：羅馬騎士軍團主要由配備長矛和劍的輕裝騎兵組成，用來追擊脫隊落伍者和攪亂敵軍陣列。鐵甲騎兵式的騎兵類型主要在三世紀後半至四世紀的羅馬晚期軍隊才成為主流，羅馬皇帝加里恩努斯（西元253年–268年）與他的將領兼預謀篡位者奧勒良對此要負起將羅馬鐵甲騎兵部隊制度化的主要責任。

## 字源
這詞彙最早無疑源自希臘。 是由兩個希臘字根組成：, 「全面地」, 加上 , 「披甲的、保護的」，一般詮釋為「全副裝甲的」或「包得密不透風的」。這個字第一次實際出現在拉丁文，塞西努斯（Sisennus）的著作中：「… loricatos, quos cataphractos vocant …」，意思是「這些裝甲者，他們稱之為鐵甲騎兵...」
這裡的用法使這詞彙在羅馬上古晚期出現一些讓人困惑之處，瑞那圖斯（Publius Flavius Vegetius Renatus）在四世紀的著作將任何類型的裝甲者描述為「鐵甲騎兵」——當時著作提到此字時可能是指板金甲（lorica segmentata）或鏈甲（lorica hamata）。阿米阿努斯·馬爾切利努斯，四世紀的羅馬士兵兼史學家，就曾提到過「鐵甲騎士」（quos clibanarios dictitant）——鐵甲騎士他們通常稱為鏈甲騎兵（Clibanarii）。
「Clibanarii」是個拉丁語詞彙以稱呼「穿鏈鎧的騎馬者」，這詞源自於希臘字希臘語：，源自於 （鍋爐或金屬製爐），意指「穿著鍋爐者」；這詞彙也暫且稱呼戰士的波斯詞彙「grivpan」。雖然如此，這個字似乎在上古時期較常出現在拉丁語而非希臘語中。這樣一個有著雙面字源的希臘詞彙被提用：它既幽默地提及武裝的鐵甲騎兵是包在盔甲裡的人，像在熱鍋裡很快就熱的讓人受不了；也更進一步地出自古波斯語「*griwbanar」（或寫作*Grivpanvar），這個字由伊朗語字根「griva-pana-bara」構成，字面上翻成「戴護頸者」。
羅馬編年史家與歷史學家阿利安、埃利安以及阿斯克列庇歐多圖斯在他們的軍事專文中使用「鐵甲騎兵」一詞描述任何裝備全具或部分馬鎧與盔甲的騎兵。拜占庭史家執事李奧（Leo the Deacon）稱他們為，意思是「全鐵甲的騎士」。
因此，存在一些對鐵甲騎士在上古晚期是否真的存在，以及他們是否與鏈甲騎兵有所區別的疑問。一些史學家建立理論，認為鐵甲騎兵與鏈甲騎兵其實是同一種騎兵，稱呼上有所不同僅是因為地理位置與地方語言影響下的結果。鐵甲騎兵式騎兵在西羅馬帝國麾下，當地以拉丁語為官方語言，因此出現拉丁化的希臘名稱變體「Cataphractarii」。鐵甲騎兵式騎兵在東羅馬帝國卻沒給予專門的名稱，而是拉丁變體與獨創的希臘詞彙「Clibanarii」交雜使用在史料之中，這大致是因為拜占庭深受希臘影響所致（尤其是七世紀後，拉丁文不再當作官方語言）。然而，當代的史料有時卻暗示鏈甲騎兵實際上是一種騎兵的裝甲強化型態，或是類型化的特殊用途單位（如羅馬晚期的騎士階級弓手鏈甲騎兵[Sagittarii Clibanarii]，等同於羅馬弓騎兵，最早出現在《Notitia Dignitatum》）。因此，兩邊的說法都有可議之處，但如果納入「鐵甲騎兵」被各種文化運用超過千年的事實，那麼在不同民族軍隊中出現的各式全裝甲騎兵被對他們本來名稱不太了解的希臘與羅馬學者冠上這個稱呼也說得過去。

## 發展史

### 印度－伊朗發源地

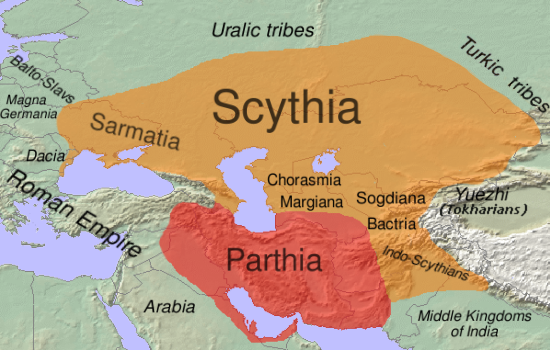
早期伊朗西徐亞人與安息人大約西元100年前後的領土範圍。這個區域是上古時期首次有留下使用鐵甲騎兵式騎兵的地方。

對於騎兵作為戰爭工具的可靠記載，大致隨著古代中亞大草原上的居民出現在上古西亞，他們是第一批馴馬的人群之一以及開發馬戰車的先驅。大多數的游牧部落和四處遊走的牧民約在西元前2000年時進入青銅時期，大約西元前1000年至800年間印度-伊朗地區的人口自中亞大草原遷徙到伊朗高原和大伊朗（參見印度－伊朗遷徙）。這些部落中有兩個經考古證據得到證實：米坦尼和加喜特人。雖然證據不足，他們據信為了特定目的飼養與育種馬匹，這可以他們使用馬戰車的大量考古紀錄以及幾篇談訓練戰車用馬的專文得到佐證。 在古代西亞發展全裝甲騎兵的首要條件，除了進階的冶金技術與放牧馬群之外，就是馬匹育種與畜牧。全裝甲騎兵需要十分強壯與耐久的馬匹，而且沒有以強壯肌肉與耐操來挑選的馬品種，他們肯定無法在緊張的戰場上背負騎馬者與大量的裝甲負擔。一般相信西亞是這些馬首次出現的主要地點。
前面提到的印度-伊朗地區王國與邦國很大程度上是東北伊朗部落與米底人的祖先，他們後來在西元前625年建立米底帝國。正是米底帝國在前七世紀留下第一批育種馬的書寫記錄，造就第一個流傳的特定馬品種，即著名的尼西馬（Nisean horse），這種馬源於札格羅斯山脈作為重騎兵之用。尼西馬持續揚名於古代世界，而且特別在古波斯當作貴族坐騎與戰馬使用，有時會以「尼西襲擊者」之名被提到，這個稱呼經常受古希臘人吹捧因而據信影響到許多當代的馬品種。隨著在戰事中扮演騎兵角色所需要的攻擊性逐漸增加，騎馬者與馬匹的保護措施成為至關重要。這對將騎兵當成他們軍事基礎武力的民族而言尤其正確，而且的確，古波斯軍事的骨幹，諸如對米底人或他們的後繼者而言，就是馬。更廣泛來說，這對所有古伊朗的民族而言都一樣。第二重要的也許是弓，但馬能在他們社會中佔有尊敬與重要性是因為作為他們偏好且專精的戰爭媒介，這是基於整個歷史上馬的演化和畜牧的本能連結。
這個早期的騎馬傳統與統治貴族種姓（唯有具高貴出身與種姓的人才能成為騎兵戰士）強而有力的連結起來，現在自西元前600年起散佈到整個歐洲草原和伊朗高原，並且由於和在中亞大幅擴張米底帝國的接觸而持續前進，而中亞正是早期東北伊朗族群如馬薩格泰、西徐亞、薩卡與達黑（Dahae）的老家。後繼的波斯帝國在米底於西元前550年衰退後追隨他們的腳步，採用這些由來已久的軍事戰術和育馬傳統，並為騎兵的重要角色注入他們幾世紀以來與希臘城邦、巴比倫、亞述、印度西徐亞以及北阿拉伯部落的衝突中得到的經驗與老練。騎兵不僅在戰事中，在日常生活中也扮演重要角色，這形成一種幾乎全然仰賴戰鬥裝甲馬的軍事依賴。

### 中亞與西亞的傳播
在討論重裝甲騎馬者的演變時，應注意的是在特定時期這不是封閉在一個焦點之內（如伊朗高原），而是同時在中亞的不同地區快速發展（特別是住在絲路上的各族群），尤其是在伊朗次大陸內的地區。亞述和花剌子模地區在西元前的一千年間驅動鐵甲騎兵式騎兵的發展中至為重要。尼姆魯德(前十三世紀由薩爾瑪那薩爾一世建立的亞述城市)古廢墟中發現的遺物首次描繪出騎馬者穿上由金屬鏈製成的板鏈甲，他們預先部屬以提供亞述人對由游牧敵人，主要是阿拉姆人, 穆西奇人, 前伊斯蘭的阿拉伯人以及巴比倫人，沒有裝甲保護的弓騎兵有對戰優勢。提格拉特帕拉沙爾三世（前745年–前727年）時期新亞述帝國成立並達到其軍事顛峰，據信這正是亞述王國組成殘酷的鐵甲騎兵式騎兵軍團的第一個脈絡。雖然僅以長矛作為武器，這些早期的騎馬者可是水準很高的騎兵，但在辛那赫里布（前705年–前681年）時他們裝備弓，終使其能遠距攻擊與近身戰鬥，這也反映在前一世紀時波斯帝國的兩用全裝甲弓兵。
考古發掘也顯示，西元前6世紀時，類似的試驗出現在花剌子模與鹹海地區的伊朗族群，如馬薩格泰、達黑與薩卡。雖然這些鐵甲騎兵原型的攻擊武器與亞述人的鐵甲騎兵一樣，他們的不同之處卻不僅在坐騎上，還在馬的頭部與側邊裝上鎧甲保護。無論這發展是受亞述人影響，如羅賓假設的那樣 ，還是受阿契美尼德王朝 或其他西亞地區同時出現但與前述進展無關的重裝甲騎兵，我們都無法輕視這些裝甲游牧者留下的考古紀錄。
這些西歐亞大陸的重騎兵早期形式其進一步的演變整體上並不明確。在大型馬上的重裝甲騎士出現在前四世紀的黑海北部地區，值得注意的是有一段時期當地仰賴輕弓騎兵的西徐亞人被使用鐵甲騎兵的薩爾馬提亞人取代。前三世紀時，輕騎兵用在大多數的東方軍隊中，但只有「相對稀少的東方或西方國家試圖模仿亞述人與花拉子模人的鏈甲騎兵實驗。」

### 西方社會現身

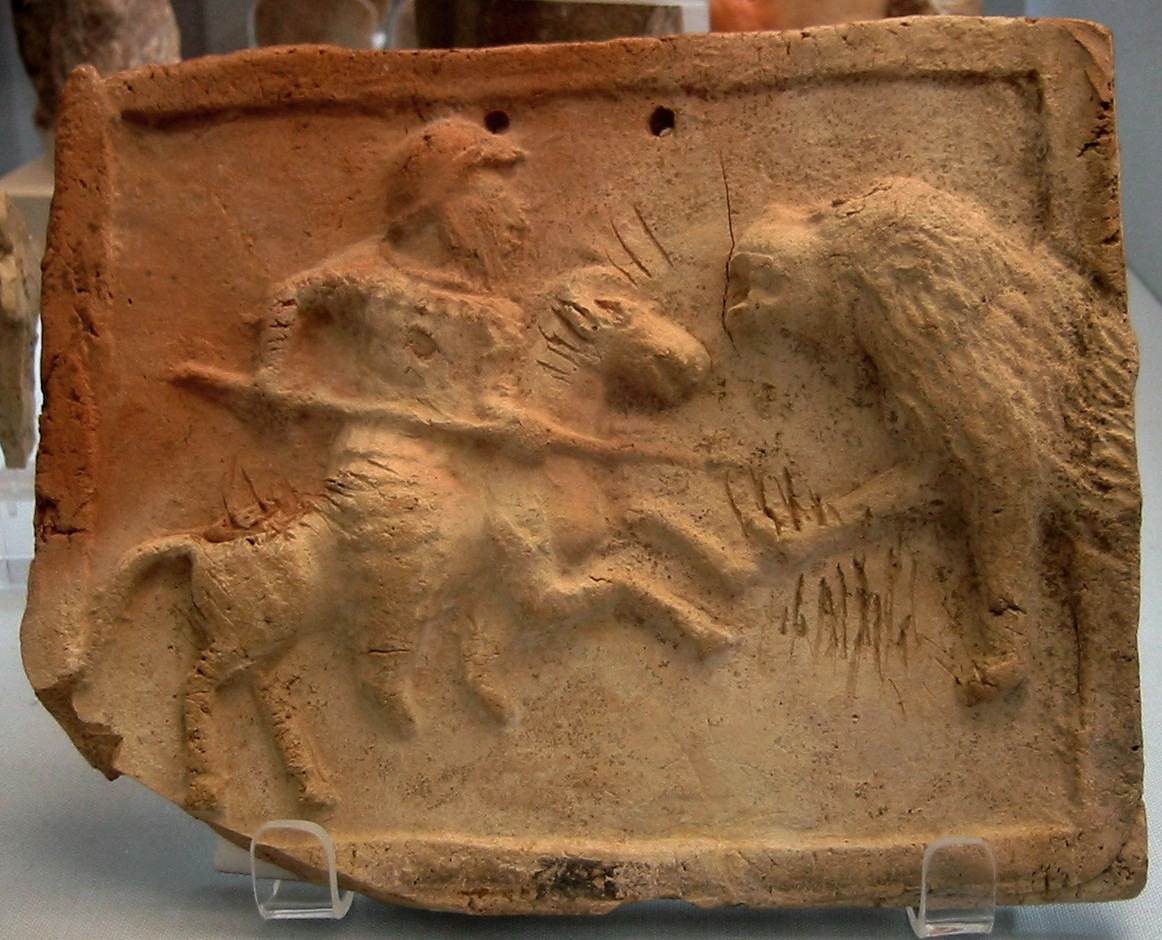
石刻浮雕描繪一位安息鐵甲騎兵與獅子打鬥。目前置於大英博物館。

西方的古希臘人在前五世紀的波希戰爭中與阿契美尼德王朝對抗時首次遭遇鐵甲騎兵。伊奧尼亞起義，這場在小亞細亞反抗波斯統治的起義導致第一次波斯入侵希臘，非常可能是全裝甲騎兵的第一次西方遭遇，而且某種程度上也算是重騎兵的第一次。鐵甲騎兵後來為塞琉古帝國廣泛採用，這個帝國正是亞歷山大大帝在西元前323年死後統治波斯故領與小亞細亞的的希臘化時期繼承者。安息帝國，247年從最後的繼業者手中奪回對波斯的掌控權，也仰賴鐵甲騎兵在戰爭中作為弓騎兵而受人注目。
羅馬帝國在他們與東方的希臘化王國不斷開戰中認識到鐵甲騎兵。他們的早期遭遇中，鐵甲騎兵對抗羅馬步兵時並沒有發揮作用，他們在馬格尼西亞戰役（前189年）以及盧加拉斯（Lucullus）於69年和提格蘭二世在提格蘭那刻特（Tigranocerta）附近的戰爭中被徹底擊潰。前38年時，羅馬將領凡狄烏斯·巴蘇（Publius Ventidius Bassus）靠著善用投石器，證明了這種長程武器非常有用，擊敗如風暴般朝上坡而來的安息裝甲騎兵，迫使安息人撤離卡萊戰役中佔領的所有羅馬領土。
奧古斯都時期，希臘地理學家斯特拉波認為備有馬鎧的鐵甲騎兵是典型的亞美尼亞人、高加索阿爾巴尼亞人以及波斯人部隊，但據普魯塔克的說法他們在希臘化世界中評價不高，這是因為他們對抗受過訓練的步兵以及移動能力更好、更輕便的騎兵時表現出貧弱的戰術能力。然而，這段漫長的時期鐵甲騎兵不時在東方防線出現，加上薩爾馬提亞人的槍騎兵在多瑙河防線施加的軍事壓力逐漸增強，導致鐵甲騎兵逐漸整合進羅馬軍隊。因此，雖然裝甲騎士在羅馬軍隊的運用可以早到前2世紀的（波利比奧斯, VI, 25, 3），但羅馬帝國中最早紀錄鐵甲騎兵（鐵甲騎士）的佈署與運用卻要到二世紀，哈德良皇帝統治時期（117年-138年）。這位皇帝創造出最早的常規輔助單位，這種穿鏈甲的騎兵稱為「ala I Gallorum et Pannoniorum catafractata」 。這個整合過程中，一位關鍵的建築師是羅馬皇帝加里恩努斯，他創造一種高機動部隊來回應從北方綿延到東方防線的多重威脅。然而晚至272年，奧勒良率領全由輕騎兵組成的軍隊在因邁戰役（Battle of Immae）擊敗芝諾比亞，證明機動力在戰場上仍具重要性。
羅馬人在東方與安息人進行持久且無決定性的戰爭起自前53年，以克拉蘇（凱撒的恩人）和他35000名軍團士兵在卡萊戰敗為開端。這個出乎意料且帶有羞辱意味的戰敗對羅馬而言是接下來兩個世紀帶來無數次戰爭，造就出許多著名的遭遇戰如：吉里吉亞門戰役（Battle of Cilician Gates）、吉達魯斯山戰役（Battle of Mount Gindarus|）、安東尼遠征安息以及最後217年的最高峰，血腥的尼西比斯戰役（Battle of Nisibis），這場會戰帶給安息人一個輕微的勝利以及羅馬皇帝馬克里努斯被迫讓予安息和平。 由於鐵甲騎兵不時出現在這漫長時期中出現，4世紀時，羅馬皇帝已採用相當數量的鐵甲騎兵雇傭旗隊（Vexillatio，見《Notitia Dignitatum》），如薩爾馬提亞輔助軍隊 。
羅馬人在整個帝國內同時佈署本土與雇傭的鐵甲騎兵單位，從小亞細亞一路到不列顛。不列顛當地有個5500名薩爾馬提亞鐵甲騎兵分隊是馬可·奧里略皇帝三世紀時所放置的（見羅馬統治不列顛的結束）。這個傳統與之後中世紀早期基督教歐洲封建制度興起和十字軍時期建立的騎士團相似 ，然而東羅馬帝國直到西方帝國滅亡於476年後很長一段時間繼續維持非常活躍的鐵甲騎兵軍團。

## 服飾與裝備

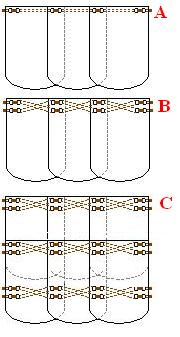
常用在鐵甲騎兵麟甲各式穿綁的例子

鐵甲騎兵幾乎普遍穿著某些類型的麟甲（希臘語：φαλιδωτός，略等同於羅馬的羅馬麟甲），這些鎧甲具有給騎士和馬活動的伸縮性，但也堅固到足以抵抗雷霆萬鈞衝入步兵陣列攻擊時產生的劇烈衝擊影響。麟甲是由銅或鐵板（厚度由4至6公厘不等）疊合圍繞而成，板上每邊會鑽留兩個或四個孔穿綁銅線，然後內側縫上羽毛或動物毛皮好讓馬匹穿戴。全套鐵甲騎兵裝甲由近1300片「鱗片」組成，重量可達驚人的40公斤或88磅（不含騎馬者的身體重量）。較少見板鏈甲（plated mail）或片甲。

## 戰術與部署
他们多为精锐的骑手。东罗马帝国的铁甲圣骑兵是最好的例子。在对战时, 都会冲锋撩乱敌军的阵营。借此,把左右翼冲乱,后以和步兵强轰中锋。